# Liam Palmer
Liam Jordan Palmer (ur. 19 września 1991 w Worksop) – szkocki piłkarz, występujący w klubie Sheffield Wednesday na pozycji obrońcy.

## Opis kariery
Liam Palmer jest wychowankiem klubu Sheffield Wednesday. Tam też zaczynał swoją piłkarską przygodę. Szkot przez pierwsze dwa lata gry dla „Sów ” wystąpił w 31 meczach, strzelając przy tym 1 bramkę. 17 lipca 2012 roku Palmer został wypożyczony do Tranmere Rovers F.C. W barwach tego zespołu wystąpił 46 razy, ale nie zdobył żadnej bramki. 31 maja 2013 roku Szkot wrócił do Sheffield Wednesday F.C. Gra tam do dziś. Dotychczas Palmer wystąpił w 256 meczach dla zespołu z Sheffield. Obecnie reprezentant Szkocji jest najdłużej grającym piłkarzem Sheffield Wednesday.

## Opis kariery reprezentacyjnej
Liam Palmer zaliczył swój debiut w Reprezentacji Szkocji 21 marca 2019 roku w meczu z Kazachstanem (0:3). Potem rozegrał jeszcze 4 spotkania w barwach drużyny narodowej. W młodzieżowej Reprezentacji Szkocji U-19 zagrał 2 razy a w Reprezentacji Szkocji U-21 wystąpił 6 razy. Dotychczas Palmerowi nie udało się zdobyć gola ani w seniorskiej reprezentacji ani w młodzieżowej.